# Condado de Stargard
Stargard (polaco: powiat stargardzki) é um powiat (condado) da Polónia, na voivodia da Pomerânia Ocidental. A sede do condado é a cidade de Stargard. Estende-se por uma área de 1519,59 km², com 119 393 habitantes, segundo os censos de 2006, com uma densidade 78,57 hab/km².

## Divisões admistrativas
O condado possui:
Comunas urbanas: Stargard
Comunas urbana-rurais: Chociwel, Dobrzany, Ińsko, Suchań
Comunas rurais: Dolice, Kobylanka, Marianowo, Stara Dąbrowa, Stargard Szczeciński
Cidades: Stargard Szczeciński, Chociwel, Dobrzany, Ińsko, Suchań

## Demografia
População (dados de 30 de Junho de 2005):
|          | Total   | Total | Mulheres | Mulheres | Homens  | Homens |
| -------- | ------- | ----- | -------- | -------- | ------- | ------ |
|          | pessoas | %     | pessoas  | %        | pessoas | %      |
| Total    | 119 872 | 100   | 61 145   | 51       | 58 727  | 49     |
| Cidades  | 80 205  | 100   | 41 414   | 51,6     | 38 791  | 48,4   |
| Povoados | 39 667  | 100   | 19 731   | 49,7     | 19 936  | 50,3   |